# Васютін Володимир Володимирович
Володи́мир Володи́мирович Васю́тін (* 8 березня 1952, Харків — † 19 липня 2002) — український радянський космонавт. Герой Радянського Союзу.

## Життєпис
Народився 8 березня 1952 року в м. Харків. У 1969 році закінчив 10 класів середньої школи № 73 міста Харків. У 1973 році закінчив Харківське вище військове авіаційне училище льотчиків ім. С. І. Гріцевця та отримав диплом льотчика-інженера.
З 30 листопада 1973-го по 26 вересня 1974 року служив на посаді льотчика-інструктора 809-го учбового авіаційного полку (УАП) Харківського ВВАУЛ, а з 26 вересня 1974-го і до зарахування до загону космонавтів — льотчика-інструктора 812-го УАП.
23 серпня 1976 року старшого лейтенанта Васютіна було зараховано до загону космонавтів.
17 вересня — 21 листопада 1985 року Васютін здійснив політ у космос як командир корабля «Союз Т-14» до станції «Салют-7». Під час перебування на станції Васютін важко захворів і на 62-й день, екіпаж був вимушений повернутися на Землю.
Помер 19 липня 2002 року від раку передміхурової залози. Похований у селищі Моніно Московської області.

## Військові звання
- Лейтенант (26 жовтня 1972)
- Старший лейтенант (6 грудня 1975)
- Капітан (30 грудня 1977)
- Майор (20 січня 1981)
- Підполковник (24 січня 1984)
- Полковник (7 травня 1989)
- Генерал-майор (7 червня 1995)
- Генерал-лейтенант (13 червня 1996)

## Родина
- Батько — Володимир Кузьмич Васютін (1911—1975), слюсар заводу «Електромашина» у Харкові
- Мати — Катерина Гаврилівна Васютіна (Цигулєва) (10 травня 1923), оператор заводу «Електроапаратура» у Харкові
- Брат — Борис Володимирович Васютін (28 лютого 1937), колишній працівник Харківського вагоноремонтного депо «Жовтень»
- Сестра — Тетяна Володимирівна Шегда (Васютіна) (29 квітня 1946), інженер-фізик
- Дружина — Галина Олександрівна Васютіна (Карташова) (13 лютого 1953), технік-технолог
- Донька — Олена Володимирівна Васютіна (18 жовтня 1977)
- Донька — Валерія Володимирівна Васютіна (30 жовтня 1984)